# Diane Parry
Diane Parry (n. 1 septembrie 2002, Nisa, Franța) este o jucătoare de tenis franceză. Cea mai bună clasare a sa la simplu este locul 48 mondial, în octombrie 2024, iar la dublu nr. 74 mondial, în decembrie 2023. În 2019, ea a fost Nr. 1 mondial la junioare.